# Gregoria Apaza
Gregoria Apaza, född 1751 i Sica Sica 1751, död 6 september 1782 i La Paz, var en urfolksupprorsledare i nuvarande Bolivia som ledde ett uppror mot spanjorerna tillsammans med sin bror Julian Apaza (Tupac Katari) och sin svägerska Bartolina Sisa år 1781. 
Hon var dotter till Nicolás Apaza och Marcela Nina och medlem av aymarastammen. Hon levde i staden Ayo Ayo utanför La Paz och var gift med Alejandro Pañuni. År 1781 anslöt hon sig på sin brors uppmaning till ett uppror mot det spanska väldet. Tillsammans med sin svägerska utgjorde hon ett värdefullt stöd för sin bror, fungerade som armégeneral för rebellernas trupper, ledde soldaterna på slagfältet, organiserade krigslägren och administrerade krigsbytet. De belägrade städerna La Paz och Sorata. När brodern en tid var frånvarande, upprätthölls belägrningen av hans syster och maka, som sades vara så effektiva att ingen märkte någon förändring i frånvaron av den kompetente Katari. Samma år förenade de armé med upprorsarmén i Peru, som där bekämpade spanjorerna under Túpac Amaru II. Denne sände dem förstärkningar under ledning av sin brorson, Andrés Túpac Amaru, som blev hennes älskare och stridskamrat. Tillsammans med sin älskare erövrade hon på broderns uppdrag byn Sorata. Under tiden bröts belägrningen av La Paz och Túpac Katari och Bartolina Sisa tillfångatogs av spanjorerna. Gregoria Apaza ledde då sin armé mot spanjorerna, men besegrdes och tillfångatogs, vilket avslutade deras uppror. 
Gregoria Apaza, hennes bror och svägerska avrättades alla tre av spanjorerna.